# System Management Facility
System Management Facility (kurz: SMF) ist ein Computerprogramm, das system- und prozessbezogene Informationen aus dem z/OS-Betriebssystem sammelt und speichert. Neben dem eigenständigen Sammeln von Daten stellt SMF ein allgemeingültiges Datenformat zur Verfügung, das es anderen Anwendungen unter z/OS erlaubt, Daten zu sammeln und über SMF abzuspeichern. Das SMF-Datenformat besteht aus einer allgemeinen Kopfinformation und Informationsblöcken, auf die durch sogenannte Triplets in Programmen zugegriffen werden kann. Jedes Triplet besteht aus drei Informationen:
- Einem 32-Bit-Feld, das den Offset der Sektion beginnend vom Kopf des SMF-Datensatzes enthält.

- Einem 16-Bit-Feld, das die Länge der Sektion beinhaltet.

- Einem 16-Bit-Feld, das die Anzahl der gleichartigen Sektionen enthält.

SMF ist das allgemeingültige Format für leistungsbezogene Daten unter z/OS. Es werden heute mehr als 100 SMF-Datensatztypen von IBM-Produkten unter z/OS verwendet. Viele Komponenten verfügen dabei über einen reservierten Nummernbereich für SMF-Datensätze. Zum Beispiel verwendet RMF den 70er-Nummernbereich.